# زیردریایی یو-۲۳۶
زیردریایی یو-۲۳۶ (به انگلیسی: German submarine U-236) یک زیردریایی بود که طول آن ۶۷٫۱ متر (۲۲۰ فوت ۲ اینچ) بود. این زیردریایی در سال ۱۹۴۳ ساخته شد.